# アレクシス・クルス
アレクシス・クルス（Alexis Cruz、1974年9月29日 - ）は、アメリカ合衆国出身の俳優である。

## 出演作品

### テレビ
- SHARK カリスマ敏腕検察官（マーティン・アレンデ）
- CSI:科学捜査班
- NYPD BLUE 〜ニューヨーク市警15分署
- ER緊急救命室

### 映画
- スペル
- プレデターズ
- ダークウルフ
- スターゲイト（スカーラ）
- 野獣教室
- ホワイ・ドゥ・フールズ・フォール・イン・ラブ
- ブレイブ
- 荒野の追跡者・ラレード通り
- 新・老人と海
- ルーフトップ